# بكاريس صغير الأوراق
بكاريس صغير الأوراق (الاسم العلمي:Baccharis brachyphylla) هو نوع من النباتات يتبع جنس البكاريس من الفصيلة النجمية.